# Георгий Аспарухов (стадион)
«Георгий Аспарухов» (болг. Георги Аспарухов) — футбольный стадион в Софии, Болгария. Известен также как «Герена» (болг. Герена). Расположен в софийском районе Сухата река. Является домашним стадионом для клуба «Левски». Назван в честь легендарного нападающего клуба Георгия Аспарухова.

## История

### Предыдущие стадионы ПФК «Левски»
До строительства стадиона «Георгий Аспарухов» «Левски» проводил матчи на двух других стадионах. С 1936 по 1949 годы клуб играл на стадионе, который называли футбольное поле «Левски» (болг. игрище «Левски»), расположенном в центре города на месте, где сейчас находится национальный стадион «Васил Левски». Когда началось строительство нового национального стадиона в начале 1950-х, «Левски» вынужден был сначала пользоваться стадионом «Юнак», а затем использовать футбольное поле в софийском районе Иван Вазов (на этом месте сейчас находится плавательный комплекс «Спартак»).

### Строительство и ранние годы
В конце 1950-х клубу предоставили участок под строительство нового стадиона. Строительство началось в 1960 году, и через три года был построен новый стадион, разработанный Лазаром Парашкевановым. Его официальное название было «Стадион Левски», но поклонники клуба называли его «Герена», по названию района города, в котором он находится. Арена была открыта 10 марта 1963 года встречей чемпионата Болгарии по футболу, в которой «Левски» принимал клуб «Спартак» из Плевена и выиграл 4:0. Стадион тогда имел поле размером 110×80 м, легкоатлетическую дорожку и вмещал 38 000 зрителей, включая места для просмотра стоя. Главная трибуна стадиона была крытой.
Серьёзная реконструкция стадиона была проведена в 1969 году после объединения спортивных и футбольных клубов из Софии — «Левски» и «Спартак». Новые спортивные сооружения были построены внутри и вокруг стадиона, что превратило его в мультифункциональный, с возможностью проведения соревнований по гимнастике, боксу, тяжелой атлетике, волейболу и т. д. Также восточнее стадиона было построено учебное поле с четырьмя газонами.
В 1986 году над северной трибуной стадиона было установлено табло, а также четыре мачты освещения.
В 1990 году стадион был переименован в честь легендарного нападающего клуба Георги Аспарухова, который погиб в автомобильной катастрофе в 1971 году. Памятник Георги Аспарухову установлен рядом с главным входом на стадион.

### Реконструкция стадиона
В 1992 году стадион был закрыт для генеральной реконструкции, во время которой были убраны стоячие места, что позволило ему принимать международные футбольные матчи. «Левски» был вынужден принимать гостей на национальном стадионе «Васил Левски». Реконструкция стадиона была остановлена в 1993—1997 годах из-за экономического кризиса в Болгарии. В 1998 году был создан фонд развития стадиона, в который тысячи болельщиков «Левски» пожертвовали свои деньги на продолжение строительных работ, что позволило официально открыть стадион 5 мая 1999 года. В тот день «Левски» принимал «Литекс» из Ловеча в решающем матче чемпионата Болгарии, который закончился с не устраивающим «Левски» счётом 0:0. Легкоатлетическая дорожка была убрана, вместимость стадиона была уменьшена до 29 980 мест.

### Недавние реконструкции
В 2006 году было установлено новое табло на конструкции с формой кириллической буквы «Л», которая является символом «Левски». В конце 2007 года был заменён газон стадиона и установлены новая система полива, дренаж и система подогрева.

## Рекорды
Максимальная посещаемость стадиона — 60 000 зрителей. Зафиксированы 2 случая: 4 марта 1970 года, когда «Левски» принимал польский клуб «Гурник» из Забже в 1/4 Кубка обладателей Кубков 1969/70. Также в игре чемпионата Болгарии 1973/74 против «Пирина» из Благоевграда, что является рекордом посещаемости между столичным и провинциальным клубами в болгарском чемпионате.

## Параметры сооружения
Основные характеристики стадиона:
- Год постройки: 1963
- Вместимость: 29 200 сидячих мест
- Информационное табло: 1, электронное, многоцветное
- Осветительные мачты: 4, 1500 люкс.

### Поле
- Размер игрового поля: 105×68 м
- Газон: естественный, травяной, с системой полива

### Трибуны
- Количество трибун: 4
- Сектора: 26
- VIP-ложи: 3
- Входы:12